# Nesobasis flavifrons
Nesobasis flavifrons är en trollsländeart som beskrevs av Donnelly 1990. Nesobasis flavifrons ingår i släktet Nesobasis och familjen dammflicksländor. Inga underarter finns listade i Catalogue of Life.